# Мазурик, Максим Анатольевич
Макси́м Анато́льевич Мазу́рик (укр. Максим Анатолійович Мазурик; род. 2 апреля 1983 года в Донецке, Украинская ССР) — украинский прыгун с шестом. Вице-чемпион Европы (2010). Мастер спорта Украины международного класса.

## Биография
В 2002 году победил на чемпионате мира среди юниоров.
Личный рекорд для закрытых помещений — 5 м 81 см, установлен в феврале 2008 года в Донецке на турнире «Звёзды шеста».
Участвовал в Летних Олимпийских играх 2008 года — 16-е место.
На чемпионате мира 2009 года в Берлине занял 4-е место.
В 2010 году на чемпионате Европы в Барселоне выиграл серебро с результатом 5 м 80 см.
Учился на факультете внешней торговли Донецкого университета экономики и торговли.
Тренируется у Александра Михайлович Симахина.